# Mette Graversgaard
Mette Laugesen Graversgaard, née le 5 octobre 1995, est une athlète danoise, spécialiste du 100 m haies. 

## Carrière
Le 28 juin 2018, à Sollentuna, elle bat le record du Danemark du 100 m haies qui datait de 1981 en 13 s 39 (+ 1,0 m/s), après l'avoir égalé en 2016.
Son meilleur résultat international est une 8e place en finale du 4 x 100 m féminin aux Relais mondiaux 2019. Elle participe avec le relais danois aux championnats du monde 2019 à Doha (6e place en séries, 43 s 92).
Le 23 août 2020, elle termine 3e du 100 m haies de l'étape de la ligue de diamant à Stockholm dans une course remportée par Luminosa Bogliolo, en battant son propre record national en 13 s 13 (+ 1,4 m/s).
En 2021 elle conserve son titre de championne du Danemark, après avoir battu le record national en séries en 13 s 11.
En 2022 elle passe sous les 13 s à Manchester. Elle réalise les minima qualificatifs aux championnats du monde et d'Europe à l'occasion des championnats du Danemark, qu'elle remporte en 12 s 84. A Eugene, éliminée en demi-finales, elle est alignée sur le relais 4 × 100 mètres et bat le record du Danemark en 43 s 46 avec ses compatriotes Mathilde U. Kramer, Astrid Glenner-Frandsen et Ida Karstoft.